# Чефалу
Чефалу (итал. Cefalù) је насеље у Италији у округу Палермо, региону Сицилија.
Према процени из 2011. у насељу је живело 11613 становника. Насеље се налази на надморској висини од 42 м.

## Становништво
Према резултатима пописа становништва 2011. у општини је живело 14.354 становника.
| 1931.  | 1936.  | 1951.  | 1961.  | 1971.  | 1981.  | 1991.  | 2001.  | 2011.  |
| ------ | ------ | ------ | ------ | ------ | ------ | ------ | ------ | ------ |
| 10.854 | 10.730 | 11.863 | 12.207 | 12.270 | 13.794 | 13.882 | 13.789 | 14.354 |